# Octahedron
Octahedron ist das fünfte Studioalbum der amerikanischen Rockband The Mars Volta. Es wurde weltweit am 22. Juni 2009 veröffentlicht, in den USA hingegen einen Tag später.

## Entstehung
Octahedron wurde von Omar Rodriguez-Lopez (Musik, Arrangement, Produktion) und Cedric Bixler-Zavala (Lyrics und Gesangslinien) geschrieben und von der The Mars Volta Group eingespielt.
In Europa wird die erste Single „Cotopaxi“, in den USA „Since We’ve Been Wrong“, sein.
The Mars Volta kündigten Octahedron als ihr akustisches, ruhiges Album an. Sänger Cedric Bixler-Zavala hierzu: „Wir wissen wie engstirnig die Leute in ihrer Art zu denken sein können, wenn man also das neue Album hört, wird man sagen, dies sei kein Akustikalbum […], aber dies ist unsere Version dessen, was wir ein Akustikalbum nennen.“

## Titelliste
1. Since We’ve Been Wrong – 7:20
2. Teflon – 5:04
3. Halo of Nembutals – 5:30
4. With Twilight as My Guide – 7:52
5. Cotopaxi – 3:38
6. Desperate Graves – 4:56
7. Copernicus – 7:22
8. Luciforms – 8:21